# 马克拉科米
马克拉科米（希臘語：Μακρακώμη）是希腊中希臘大區弗西奥蒂斯专区的市镇，行政中心为斯派尔希阿斯镇。市镇面积为836.6平方公里，2021年人口数量为13,500人。
现今范围的市镇设立于2011年地方政府改革中，由原4个市镇合并而成，原市镇则成为此市镇的4个市区。马克拉科米市区（即原马克拉科米市镇）的面积为271.298平方公里，2021年人口数量为4,720人。

## 人口数据
| 年份 | 同名社区 | 同名市区 | 整个市镇 |
| ---- | -------- | -------- | -------- |
| 1981 | 2,374    | -        | -        |
| 1991 | 2,717    | 7,262    | -        |
| 2001 | 2,226    | 7,132    | -        |
| 2011 | 2,245    | 5,617    | 16,036   |
| 2021 | 1,768    | 4,720    | 13,500   |